# Хоміцький Остап Васильович
Остап Васильович Хоміцький (9 лютого 1919, м-ко Заложці, нині с-ще Залізці, Тернопільська область — 10 червня 2006, м. Львів) — український вчений в галузі філології, літератор, перекладач. Кандидат філологічних наук (1965), професор (1999).

## Життєпис
Остап Хоміцький народився 9 лютого 1919 року в м-Заложцях, нині с-ще Залізці Залозецької громади Тернопільського району Тернопільської области України.
Навчався в Тернопільській гімназії «Рідна школа» (1939), закінчив філологічний факультет Львівського університету (1950, з відзнакою); студіював у Львівському учительському інституті (1954, з відзнакою).
Учасник Другої світової війни.
У 1950—1953 роках був інспектором шкіл Львівського відділу народної освіти. Від 1953 — у Львівському зооветеринарному інституті (нині національний університет ветеринарної медицини та біотехнологій): викладач, доцент, завідувач катедри іноземних мов (1962—1989). Член правління секції іноземної і російської мов, науково-методичних рад головного управління вищої і середньої сільськогосподарської освіти
Міністерства сільського господарства СРСР.

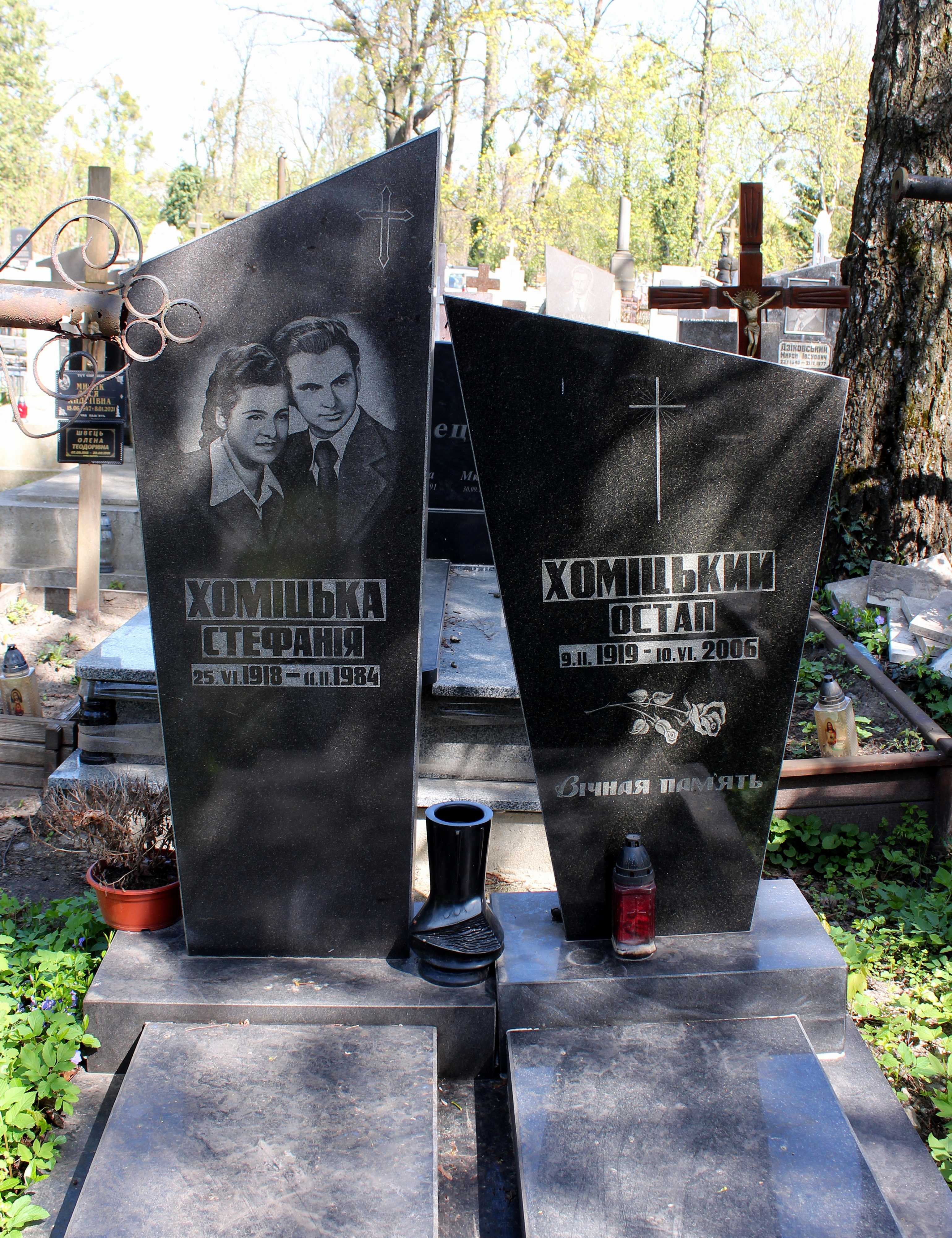

Помер 10 червня 2006 року у Львові. Похований на 6 полі Янівського цвинтаря.

## Доробок
Автор понад 125 наукових праць, дві монографії, 15 збірок поезій. Вірші почав писати в 1935 році, друкуватися — після 1990; 2005 року багато своїх книг передав до Залозецької бібліотеки.
Твори публікував українською, російською, польською, латиною, грецькою, англійською та німецькою мовами.
Книги:
- «Німецько-український зооветеринарний словник» (1998),
- «Німецько-російсько-український з латинсько-грецькою етимологією зооветеринарний тлумачний словник» (2002, рукопис),
- «Українсько-латинський зоо-біо-ветеринарний термінологічний довідник» (2003, рукопис),
- «Герой серед нас»,
- «Крізь роки і десятиріччя. Спогади» (2004).

## Цікаві факти
Двічі отримував благословення від митрополита Андрея Шептицького на навчання і працю задля блага свого народу. Також у Львові мав зустріч із Папою Римським Іваном Павлом II, для якого написав оду «Pontifex Maхimusу Львові».